# Trapt Live!
Trapt Live! este al treilea album al trupei rock americane,Trapt lansat pe 18 septembrie. Albumul contine doua piese in studio noi si anume: "Stay Alive" si "Everything to Lose,"  restul pieselor fiind inregistrate in timpul unui specatacol live. "Stay Alive" este single-ul principal al albumului.
Trapt Live! a ajuns pe site-urile Torrent pe 31 august 2007.

## Lista Piese
1. "Stay Alive" - 3:36
2. "Everything to Lose" - 4:36
3. "Still Frame" - 6:53
4. "Made of Glass" - 4:21
5. "Hollowman" - 5:55
6. "Stand Up" - 4:04
7. "Skin Deep" - 3:43
8. "Echo" - 4:24
9. "Disconnected (Out of Touch)" - 4:39
10. "Waiting" - 4:45
11. "Headstrong" - 5:51
12. "Stay Alive"(acoustic)
13. "Made of Glass"(acoustic)